# دانيال لانغ
دانيال لانغ (بالألمانية: Daniel Lang)‏ (17 مايو 1992 بباكنانغ في ألمانيا - ) هو لاعب كرة قدم ألماني في مركز الهجوم. لعب مع شتوتغارت كيكرز وStuttgarter Kickers II ‏ وSG Sonnenhof Großaspach ‏.

## وصلات خارجية
- دانيال لانغ على موقع قاعدة بيانات كرة القدم.إي يو (الإنجليزية)
- دانيال لانغ على موقع بيانات كرة القدم. دي إي (الألمانية)
- دانيال لانغ على موقع Soccerway.com (الإنجليزية)
- دانيال لانغ على موقع عالم كرة القدم.نت (الإنجليزية)